# Хамидулин, Ренат Энварбикович
Рена́т Энварби́кович Хамиду́лин (род. 15 сентября 1978, Москва) — российский велогонщик, бизнесмен, комментатор и менеджер. В настоящее время возглавляет команду RusVelo.

## Биография
Отец Рената Хамидулина был управленцем в ЦСКА. Сам Ренат до прихода в велоспорт занимался хоккеем, пробился в юношескую команду «Спартака». В 1992 году он начал заниматься велоспортом в ЦСКА, куда попал при патронаже отца. Со следующего года он гонялся в одной команде с Денисом Меньшовым. В 1999 году Хамидулин перебрался в Италию, где следующие сезоны выступал за местные молодёжные команды, в том числе Grassi-Mapei. В 2001 году, не выдержав конкуренции, а также травмировав колено, Ренат решил завершить карьеру и вернуться на родину. В 2002 году он входил в технический штаб национальной сборной, после чего занялся бизнесом: открыл веломагазин в Москве. С 2007 года Хамидулин вместе с Сергеем Курдюковым комментировал велоспорт для русскоязычной версии телеканала Eurosport. В октябре 2012 года Ренат был назначен генеральным менеджером российской команды RusVelo вместо Хайко Зальцведеля.